# Leidenschaftliche Berechnung

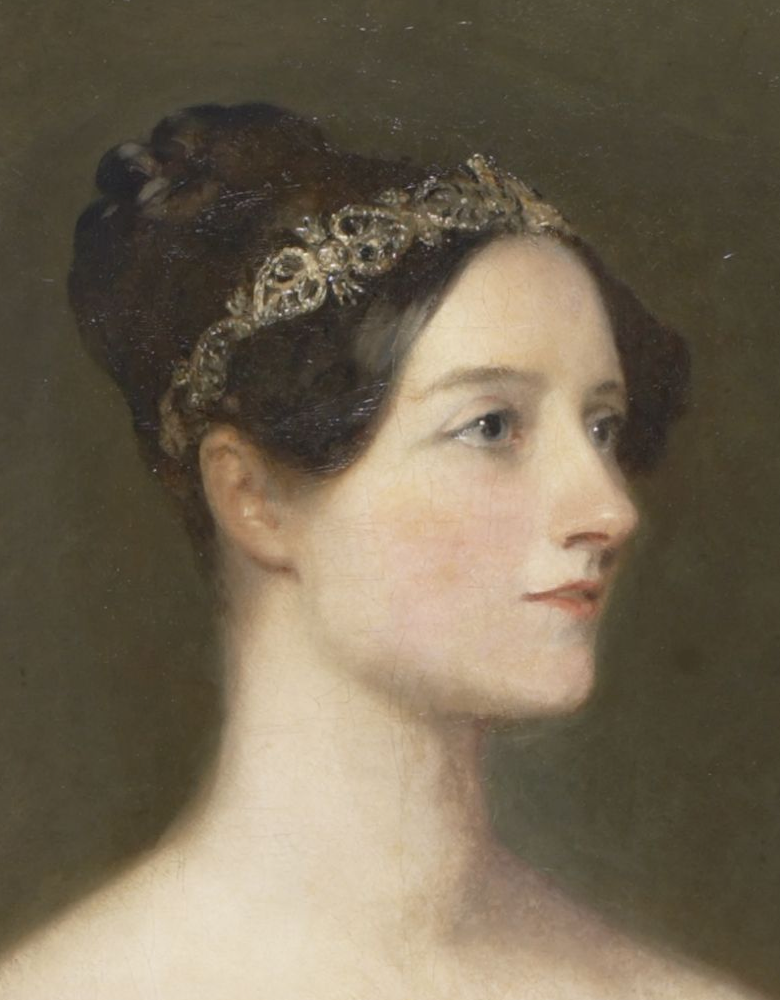
Ada Lovelace, Government Art Collection, Foto: Margaret Sarah Carpenter (1793–1872)

Leidenschaftliche Berechnung ist ein US-amerikanischer Film aus dem Jahr 1997 von der Regisseurin Lynn Hershman-Leeson.
Der Film, der sich auf die erste Computerpionierin Ada Lovelace bezieht, wird unter der Kategorie Fantasy gelistet.

## Hintergrund
Ada Lovelace gilt als erste Programmiererin, die Befehlsfolgen beschrieben hat. Sie arbeitete für Charles Babbages Analytical Engine, indem sie Subroutinen, Schleifen und bedingte Sprünge erstellte. Aufgrund dieser Notizen wurde sie als erste Programmiererin der Welt bezeichnet.

## Handlung
Die Forscherin Emma nimmt Kontakt zu der längst verstorbenen Ada Lovelace aus dem viktorianischen England auf. Mittels eines generischen Codes tritt sie mit ihr über ihren Computer in Kommunikation. Emma Coer arbeitet als Wissenschaftlerin an einem Forschungsprojekt mit dem Ziel, historische Begebenheiten erfahrbar zu machen. Sie beschäftigt sich mit künstlichem Leben. Mithilfe „unsterblicher Informationswellen“ versucht sie mit Verstorbenen der Geschichte zu kommunizieren. Ada Lovelace wird als moderne Frau dargestellt, die sich über die gesellschaftlichen Grenzen ihrer Zeit hinweg setzt.

## Struktur
Jede Szene ist wie ein DNS-Modell strukturiert. Daraus ergibt sich eine wissenschaftliche Analogie zum Aufbau der Erzählstruktur. Der Film wurde auf 35 mm Zelluloidfilm gedreht und ist 85 Minuten lang.